# Giovanni di Stefano

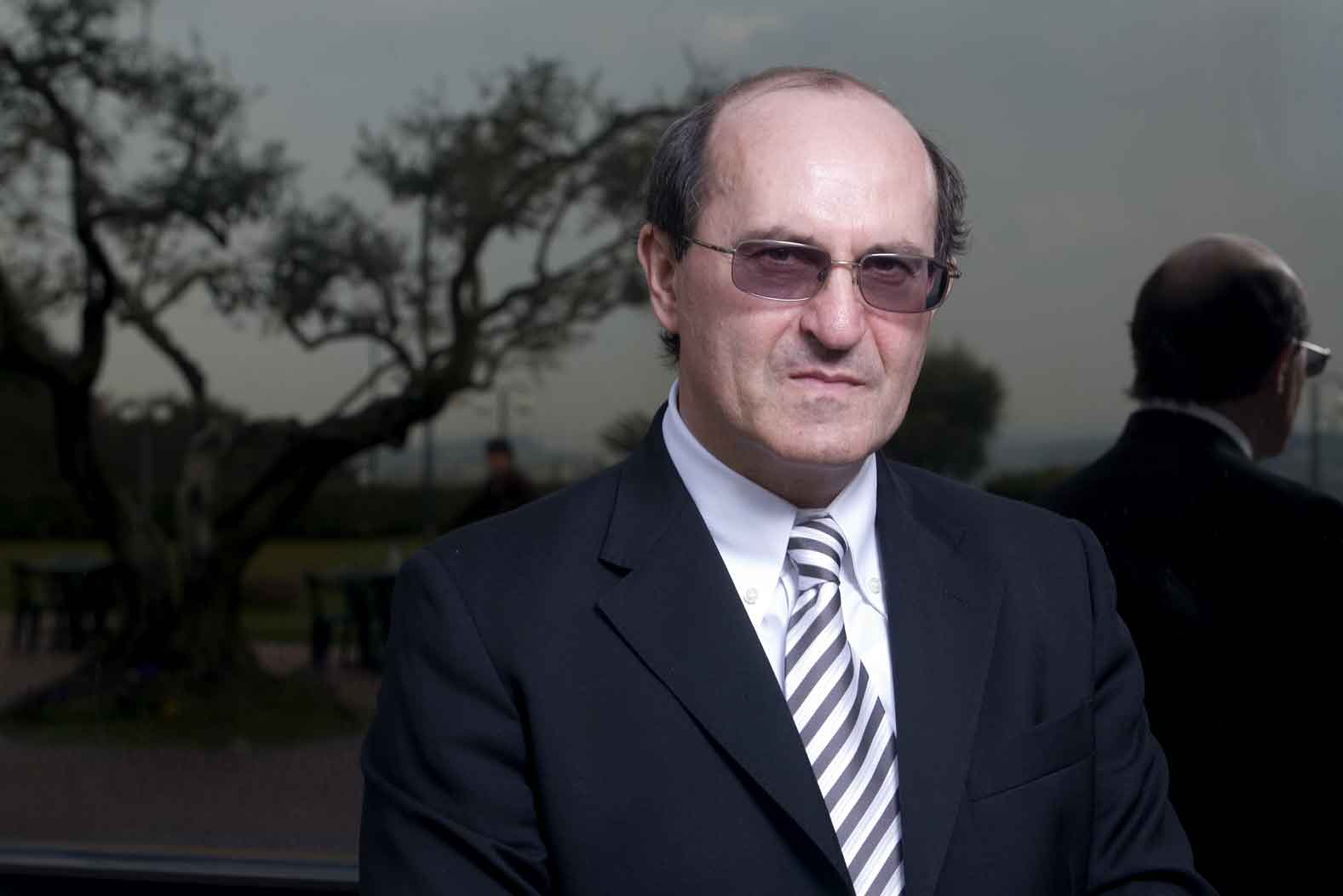
Giovanni Di Stefano

Giovanni di Stefano (Campobasso, 1 juli 1955) is een Italiaan die op zijn zesde naar het Verenigd Koninkrijk verhuisde. Hij werd in zijn nieuwe vaderland bekend als 'advocaat van de duivel' vanwege processen tegen notoire criminelen. In 1986 werd hij vervolgd wegens fraude en in eerste instantie veroordeeld tot een gevangenisstraf van vijf jaar. In tweede instantie werd hij echter vrijgesproken. In 2004 werd opnieuw een gerechtelijk onderzoek naar hem gestart, maar hier is niets uit voortgekomen. 
In april 2008 kwam hij in het nieuws vanwege een claim van vijftig miljoen euro die hij indiende tegen Wikipedia in verband met een Engelstalig artikel over hem. Hierin stond informatie over zijn persoon die volgens hem niet klopte.